# Corinth Morter Lewis
Corinth Irene Morter-Lewis là một nhà giáo dục và nhà thơ người Belize. Bà từng là Chủ tịch của Đại học Belize và là Chủ tịch Hội đồng quản trị của Viện Quốc tế UNESCO về Giáo dục đại học ở Mỹ Latinh và vùng Caribê.

## Tiểu sử
Corinth Irene Morter sinh ra ở Thành phố Belize, Honduras của Anh, và nhận được giáo dục tiểu học tại trường Ebenezer. Bà bắt đầu sự nghiệp của mình như là một trợ lý văn thư cho Chính phủ Belize và sau đó học trở thành một giáo viên. Bà tốt nghiệp đại học tại Đại học New Brunswick ở Canada và tốt nghiệp năm 1980 với bằng thạc sĩ của trường Đại học Ball State ở Muncie, Indiana. Sau đó, bà theo học vị tiến sĩ tại Đại học Alberta, nơi bà nhận bằng Tiến sĩ Tâm lý học. Bà bắt đầu giảng dạy tại trường Trung học kỹ thuật Belize, sau này trở thành trường Cao đẳng kỹ thuật Belize, sau này trở thành trưởng khoa và phó hiệu trưởng ở đó..
Bà từng là Chủ tịch của trường Đại học Belize từ năm 2010 và năm 2011, đến năm 2011, trước đây từng là Chủ tịch từ tháng 1 năm 2003 đến tháng 6 năm 2007. Năm 2008, bà bắt đầu làm Chủ tịch Hội đồng quản trị của Viện Quốc tế UNESCO về Giáo dục đại học ở Mỹ Latinh và vùng Caribe, trước đây từng là phó chủ tịch. Ngoài việc giảng dạy như là một giáo sư trợ giảng tại Đại học Belize, Morter-Lewis phục vụ như là một cố vấn trường học tại Ocean Academy trên Caye Caulker.

## Cuộc sống cá nhân
Lewis đã kết hôn với Charles Victor Lewis với hai đứa con (Charles Omari Lewis và Idolly Micere Lewis). Bà viết thơ trong thời gian rảnh rỗi của mình và là một thành viên của xã hội nhà thơ Belizean. Một số bài thơ và tác phẩm của Lewis được tái tạo trong chuỗi nhà văn Belizean.

## Tác phẩm
- Morter-Lewis, Corinth (2001). Fathers of Belize. National Library Service. ISBN 978-976-8111-72-2.
- Morter-Lewis, Corinth (2002). “Moments in time”.  Trong Wilentz, Gay Alden; Abraham, Iris (biên tập). Memories, Dreams and Nightmares: A Short Story Anthology by Belizean Women Writers. Cubola Productions. ISBN 978-976-8161-03-1.
- Morter-Lewis, Corinth (2004). Heritage: A Poem Read at the First Belize Black Summit, September 13-15, 2003 at the Biltmore Plaza Hotel, Belize City, Belize. University of Belize Press. ISBN 978-976-8111-89-0.
- Morter-Lewis, Corinth (2013). Moments in Time (two volumes). BRC Printing Ltd. ISBN 978-976-9-53581-7.[11]